# Championnat de Chypre de football 2000-2001
Navigation
Saison précédente Saison suivante
La saison 2000-2001 du Championnat de Chypre de football était la 63e édition du championnat de première division de Chypre. Les 14 meilleurs clubs du pays se retrouvent au sein d'une poule unique, la Cypriot First Division, où ils s'affrontent deux fois, à domicile et à l'extérieur. À l'issue du championnat, les trois derniers du classement sont directement relégués en D2 et remplacés par les trois meilleurs clubs de deuxième division.
C'est l'Omonia Nicosie qui remporte la compétition en terminant en tête du championnat. C'est le 18e titre de champion de Chypre de l'histoire du club.

## Les 14 clubs participants
| - Omonia Nicosie - Olympiakos Nicosie - AEL Limassol - Anorthosis Famagouste - APOEL Nicosie - Apollon Limassol - AEK Larnaca | - AE Paphos - Enosis Neon Paralimni - Doxa Katokopia - Promu de D2 - Ethnikos Achna - Nea Salamina Famagouste - Digenis Morphou - Promu de D2 - Aris Limassol - Promu de D2 |

## Compétition

### Classement
Le barème utilisé pour établir le classement est le suivant :
- Victoire : 3 points
- Match nul : 1 point
- Défaite : 0 point

| Rang | Équipe                  | Pts | J  | G  | N  | P  | Bp | Bc | Diff |
| ---- | ----------------------- | --- | -- | -- | -- | -- | -- | -- | ---- |
| 1    | Omonia Nicosie          | 57  | 26 | 17 | 6  | 3  | 60 | 27 | +33  |
| 2    | Olympiakos Nicosie      | 54  | 26 | 16 | 6  | 4  | 58 | 30 | +28  |
| 3    | AEL Limassol            | 52  | 26 | 15 | 7  | 4  | 48 | 28 | +20  |
| 4    | Anorthosis Famagouste T | 51  | 26 | 15 | 6  | 5  | 60 | 32 | +28  |
| 5    | APOEL Nicosie           | 44  | 26 | 12 | 8  | 6  | 58 | 37 | +21  |
| 6    | Apollon Limassol C      | 44  | 26 | 12 | 8  | 6  | 56 | 40 | +16  |
| 7    | AEK Larnaca             | 36  | 26 | 9  | 9  | 8  | 52 | 47 | +5   |
| 8    | AE Paphos               | 33  | 26 | 8  | 9  | 9  | 45 | 53 | -8   |
| 9    | EN Paralimni            | 30  | 26 | 8  | 6  | 12 | 42 | 53 | -11  |
| 10   | Doxa Katokopia P        | 29  | 26 | 7  | 8  | 11 | 26 | 37 | -11  |
| 11   | Ethnikos Achna          | 28  | 26 | 6  | 10 | 10 | 44 | 49 | -5   |
| 12   | Nea Salamina Famagouste | 27  | 26 | 7  | 6  | 13 | 41 | 47 | -6   |
| 13   | Digenis Morphou P       | 11  | 26 | 3  | 2  | 21 | 28 | 78 | -50  |
| 14   | Aris Limassol P         | 4   | 26 | 1  | 1  | 24 | 28 | 88 | -60  |

|  | Qualification pour la Ligue des clubs champions 2001-2002                              |
|  | Qualification pour la Coupe UEFA 2001-2002                                             |
|  | Qualification pour la Coupe Intertoto 2001                                             |
|  | Relégation en Cypriot Second Division                                                  |
|  | T : Tenant du titre C : Vainqueur de la Coupe de Chypre P : Promu de deuxième division |

## Bilan de la saison
| Championnat de Chypre de football 2000-2001                     |                            |
| Champion                                                        | Omonia Nicosie (18e titre) |
| Coupes et trophées                                              |                            |
| Vainqueur de la Coupe de Chypre 2000-2001                       | Apollon Limassol           |
| Qualifications continentales                                    |                            |
| Ligue des clubs champions 2001-2002 (1er tour de qualification) | Omonia Nicosie             |
| Coupe UEFA 2001-2002                                            | Apollon Limassol           |
| Coupe UEFA 2001-2002                                            | Olympiakos Nicosie         |
| Coupe Intertoto 2001                                            | Anorthosis Famagouste      |
| Promotions et relégations                                       |                            |
| Promus en Cypriot First Division                                | Alki Larnaca               |
| Promus en Cypriot First Division                                | Ethnikos Assia             |
| Promus en Cypriot First Division                                | Ermis Aradippou            |
| Relégués en Cypriot Second Division                             | Nea Salamina Famagouste    |
| Relégués en Cypriot Second Division                             | Digenis Morphou            |
| Relégués en Cypriot Second Division                             | Aris Limassol              |